# 21-es busz (Pécs)
A pécsi 21-es jelzésű autóbusz az Uránváros, a Belváros és a Baromfifeldolgozó között közlekedik. Korábban ez a járat kelet–nyugat irányában átszelte a várost, de mégsem volt olyan forgalmas, mint a 2-es járat, mert nem a Belváros legforgalmasabb megállói érintésével közlekedett. (A Mecsek Áruház után kikanyarodott a 6-os főútra, azon végighaladva érte el a Budai Állomást, majd Fehérhegy érintésével Szabolcsfalut.)

## Története
Mecsekszabolcsra már 1929-ben közlekedett buszjárat, ekkor még önálló település volt Pécs mellett. 1947-ben csatolták Pécshez, 1948 augusztusától már próbajárat, 1949-től pedig menetrend szerinti járat indult Nagymeszesről Szabolcsfaluig. Nagymeszesről csatlakozás volt a Belvárossal, a Széchenyi térrel. Az 1960-as években 12C jelzéssel István-aknáról közlekedett járat, a bányászok gyors munkába jutását elősegítve. 1969. október 1-jén az irányító helye átkerült Uránvárosba, majd 1978-ban az addig Fehérhegyig közlekedő 10-es járatot meghosszabbították Szabolcsfaluig.
1987. január 1-jétől új számozási rendszer keretén belül kapta a 21-es jelzését.
2011. szeptember 1-jétől a végállomás neve: Mecsekszabolcs.
2014. január 31-én megszűnt, nem sokkal később azonban újraindult, de csak a Búza térig közlekedik.
Útvonalát 2014. szeptember 1-jétől meghosszabbították, Uránvárostól a belváros érintésével a Búza tér helyett a Baromfifeldolgozóig közlekedik, a korábbi 20-as járat végállomásáig.

## Útvonala
| Uránváros → Mohácsi út (→ Finn utca → Alexandra) → Baromfifeldolgozó | Baromfifeldolgozó → (Alexandra → Finn utca →) Mohácsi út → Uránváros |
| --- | --- |
| Uránváros – Ürögi sor – Makay István út – Esztergár Lajos utca – Ybl Miklós utca – Építők útja – Tüzér utca – Athinay utca – József Attila utca – Nagy Lajos király útja – Rákóczi út – Zsolnay Vilmos utca – Mohácsi út – Hegedűs János utca – Finn utca – forduló – Finn utca – Hegedűs János utca – Mohácsi út – Alexandra, forduló – Mohácsi út – Edison utca – Hőerőmű, forduló – Edison utca – Baromfifeldolgozó vá. | Baromfifeldolgozó – Edison utca – Hőerőmű, forduló – Edison utca – Mohácsi út – Alexandra, forduló – Mohácsi út – Hegedűs János utca – Finn utca – forduló – Finn utca – Hegedűs János utca – Mohácsi út – Zsolnay Vilmos utca – Rákóczi út – Nagy Lajos király útja – József Attila utca – Athinay utca – Tüzér utca – Építők útja – Ybl Miklós utca – Esztergár Lajos utca – Makay István út – Ürögi sor – Uránváros |

## Megállóhelyei
| 21 (Uránváros – Árkád – (Finn utca – Alexandra –) Hőerőmű – Baromfifeldolgozó)                                     |                              |          | |                                                                                            |
| Perc (↓) | Megállóhely                  | Perc (↑) | Megállóhelyet érintő járatok | Létesítmények                                                                              |
| 0 | Uránváros végállomás         | 30       | 1, 2, 2A, 2E, 4, 4Y, 21, 21A, 22, 23, 23Y, 24, 25, 25A, 26, 26A, 27, 27Y, 28, 28A, 28Y, 29, 102, 102Y, 104, 104A, 104E, 104Y, 107E, 121 · Helyközi autóbuszok              |                                                                                            |
| 2 | Olympia Üzletház             | 28       | 1, 2, 2A, 2E, 4, 4Y, 21, 21A, 22, 23, 23Y, 24, 102, 102Y, 104, 104A, 104E, 104Y, 121                                                                                       |                                                                                            |
| 3 | Mecsek Áruház                | 27       | 1, 2, 2A, 2E, 4, 4Y, 21, 21A, 22, 23, 23Y, 24, 102, 102Y, 104, 104A, 104E, 104Y, 121 · Helyközi autóbuszok                                                                 |                                                                                            |
| 5 | Kulturális Központ           | 25       | 1, 2, 2A, 2E, 21, 21A, 102, 102Y, 121 |                                                                                            |
| 8 | Tüzér utca                   | 23       | 1, 2, 2A, 2E, 21, 21A, 55, 102, 102Y, 121 |                                                                                            |
| 9 | Megyeri tér                  | 21       | 21, 21A, 22, 23, 23Y, 24, 121 |                                                                                            |
| 11 | Szabadság utca               | 19       | 21, 21A, 22, 23, 23Y, 24, 121 |                                                                                            |
| 13 | Árkád, autóbusz-állomás      | 17       | 3, 3E, 6, 6E, 7, 7Y, 8, 20, 21, 21A, 22, 23, 23Y, 24, 41, 41E, 41Y, 42, 42Y, 43, 60, 60A, 60Y, 73, 73Y, 103, 107E, 109E, 121, 130, 130A · Helyközi és távolsági autóbuszok | Árkád, Távolsági autóbusz-állomás                                                          |
| 15 | Rákóczi út                   | 16       | 20, 21, 21A, 22, 23, 23Y, 24, 25, 26, 27, 27Y, 28, 28Y, 29, 33, 38, 38Y, 39, 40, 44, 60, 60A, 60Y, 121, 140                                                                |                                                                                            |
| 16 | 48-as tér                    | 13       | 2, 2A, 2E, 4, 4Y, 13, 13E, 13Y, 14, 14Y, 15, 15A, 20, 21, 21A, 30Y, 60, 60A, 60Y, 102, 102Y, 104, 104A, 104E, 104Y, 121 · Helyközi autóbuszok · Pécs-Külváros              | Egyetemi kollégium, Egyesített Egészségügyi Intézmény kirendeltsége, EKF kulturális negyed |
| 18 | Zsolnay Negyed               | 11       | 2, 2A, 4, 4Y, 13, 13E, 13Y, 14, 14Y, 15, 15A, 20, 21, 21A, 30Y, 60, 60A, 60Y, 102, 102Y, 104, 104A, 104E, 104Y, 121                                                        | Balokány-liget, Zsolnay porcelángyár, EKF kulturális negyed                                |
| 20 | Mohácsi út                   | 9        | 2, 2A, 4, 4Y, 13, 13E, 13Y, 14, 14Y, 15, 15A, 20, 21, 21A, 25, 26, 30Y, 60, 60A, 60Y, 102, 102Y, 104, 104A, 104E, 104Y, 121 · Helyközi autóbuszok                          | ATI, Autóklub                                                                              |
| 22 | Téglagyár                    | 6        | 20, 21, 21A, 121 |                                                                                            |
| 23 | Strauss Metal                | ∫        | 20, 21, 21A, 121 |                                                                                            |
| (+2) | Finn utca                    | (+3)     | 16, 20, 21, 21A, 121 · Helyközi autóbuszok |                                                                                            |
| (+1) | Strauss Metal                | 5        | 20, 21, 21A, 121 |                                                                                            |
| ∫ | Francia utca                 | (+3)     | 20, 21, 121 |                                                                                            |
| (+2) | Alexandra                    | (+2)     | 20, 21, 121 |                                                                                            |
| (+3) | Francia utca                 | ∫        | 20, 21, 121 |                                                                                            |
| 25 | Edison utca                  | 3        | 20, 21, 21A, 121 |                                                                                            |
| 26 | Hőerőmű                      | 2        | 20, 21, 21A, 121 |                                                                                            |
| 28 | Pécsbánya-rendező            | 1        | 20, 21, 121 · Pécsbánya-Rendező | Vasútállomás                                                                               |
| 30 | Baromfifeldolgozó végállomás | 0        | 20, 21, 121 |                                                                                            |
| Munkanapokon a Baromfifeldolgozótól 22.10-kor induló járat utazási igény esetén érinti a Főpályaudvar megállót is. |                              |          | |                                                                                            |